# Santiago Bianchi
Santiago Agustín Bianchi (Buenos Aires, 29 settembre 1983) è un ex calciatore argentino, di ruolo attaccante.

## Carriera
Nella stagione 2010-2011 ha militato nella Sambenedettese.

## Palmarès
- Campionato argentino: 1

Vélez Sarsfield: Clausura 2005